# ポルタヴァ空軍基地
ポルタヴァ空軍基地（ポルタヴァくうぐんきち、ウクライナ語: Авіабаза «Полтава»）は、ポルタヴァ州ポルタヴァに位置する、ウクライナ空軍の基地である。Tu-22M爆撃機を運用する第185親衛重爆撃機連隊が2007年まで所在していたが、Tu-22Mの全機退役に伴い部隊も解隊し、2015年からウクライナ陸軍の第18独立陸軍航空旅団が所在している。
また、基地の敷地内にはTu-160戦略爆撃機などを展示するポルタヴァ長距離戦略航空博物館が所在している。

## 所在部隊
ウクライナ陸軍第8陸軍航空司令部隷下
- 第18独立陸軍航空旅団 - Mi-24P/VP、Mi-2MSB（ウクライナ語版）、Mi-8MT/MTV